# Округ Брунтал
Округ Брунтал  (чеш. Okres Bruntál) је округ у Моравско-Шлеском крају, у Чешкој Републици. Административно средиште округа је град Брунтал.

## Становништво
Према подацима о броју становника из 2012. године округ је имао 96.329 становника.